# Aullville
Aullville – wieś w Stanach Zjednoczonych, w stanie Missouri, w hrabstwie Lafayette.